# Gaudinia fragilis
Gaudinia fragilis és una planta de la família de les poàcies (família anteriorment coneguda com a gramínies). És una planta anual que amida entre 20 i 100cm d'alçada i és de port esvelt i erecte. Té ramificacions des de la base i forma a cada tija una inflorescència simple molt llarga i prima, des de la meitat inferior fins a l'àpex. Té espiguetes sèssils amb dues o més flors que poden anar més enllà de les glumes i que estan disposades en dues files oposades. Les arestes de les flors, generalment anguloses, són molt evidents al llarg de tota l'espiga. Floreix entre abril i juliol-agost.
Es pot trobar en camps de conreu, pastures, vores de camins i altres llocs alterats. Es troba preferentment a sobre de sòls no carbonatats. La Gaudinia fragilis defineix una tipologia de prat de dall, anomenada Prats dalladors, generalment amb Gaudinia fragilis, de la terra baixa (38.24+ segons la classificació CORINE), que correspon a l'hàbitat d'interès comunitari 6510 Prats de dall de terra baixa i de la muntanya mitjana (Arrhenatherion). Queden menys de 400 hectàrees d'aquest tipus d'hàbitat a Catalunya, que es troben en la seva pràctica totalitat a la terra baixa de la província de Girona. La Gaudinia fragilis a Catalunya es troba en la seva gran majoria a la província de Girona, associada als prats de dall, si bé també es pot trobar excepcionalment en alguns indrets de les províncies de Barcelona i Tarragona.